# 항문
포유류, 무척추동물 및 대부분의 물고기에서 항문(肛門, 문화어: 홍문, anus)은 소화관(창자)의 출구 끝, 즉 입의 반대편에 위치한 외부 몸 구멍이다. 항문의 기능은 소화 후 남은 노폐물의 배출을 돕는 것이다.
항문을 통해 배출되는 창자 내용물에는 기체인 방귀와 반고체 상태의 똥이 포함되는데, 똥은 (동물의 종류에 따라) 다음과 같은 것들을 포함한다: 뼈, 모발 펠릿, 동물 내 산포된 씨 및 소화 바위와 같은 소화 불가능한 물질; 셀룰로스나 리그닌처럼 소화 가능한 영양소가 추출된 후 남은 잔여 음식 물질; 소화관에 남아 있으면 유독할 물질; 배설된 대사물질인 빌리루빈 함유 쓸개즙; 그리고 죽은 점막 상피 또는 과도한 장내세균 및 다른 내공생체이다. 항문을 통한 똥의 통과는 일반적으로 근육 괄약근에 의해 조절되며, 원치 않는 통과를 막지 못하면 변실금이 발생한다.
양서류, 파충류 및 새는 액체 및 고체 노폐물을 배설하고, 교미 및 산란을 위해 유사한 구멍(총배설강으로 알려짐)을 사용한다. 단공류 포유류도 총배설강을 가지고 있는데, 이는 가장 초기의 양막류로부터 물려받은 특징으로 여겨진다. 유대류는 고체와 액체 모두를 배설하는 하나의 구멍과, 암컷의 경우 번식을 위한 별도의 질을 가지고 있다. 암컷 태반 포유류는 배변, 배뇨 및 번식을 위한 완전히 분리된 구멍을 가지고 있다; 수컷은 배변을 위한 하나의 구멍과 배뇨와 번식 모두를 위한 다른 하나의 구멍을 가지고 있지만, 그 구멍으로 이어지는 통로는 거의 완전히 분리되어 있다.
항문의 발달은 다세포 동물의 진화에서 중요한 단계였다. 이는 선구동물과 후구동물에서 서로 다른 경로를 따라 적어도 두 번 발생한 것으로 보인다. 이는 다른 중요한 진화적 발달, 즉 좌우대칭 몸 구조, 체강, 그리고 체절성을 동반하거나 촉진했는데, 체절성은 몸이 반복되는 "모듈"로 구성되어 나중에 특화될 수 있었고, 예를 들어 대부분의 절지동물의 머리는 융합되고 특화된 체절로 구성된다.
유즐동물 중에는 하나 또는 때로는 두 개의 영구적인 항문을 가진 종들이 있으며, 사마귀 빗해파리와 같은 종은 항문을 성장시킨 후 더 이상 필요하지 않을 때 사라진다.

## 발달
적어도 지렁이만큼 복잡한 동물에서는 배가 한쪽에 움푹 들어간 부분을 형성하는데, 이를 원구라고 하며, 이것이 깊어져 원장이 되고, 이는 창자 성장의 첫 단계이다. 후구동물에서는 원래의 움푹 들어간 부분이 항문이 되고 창자는 결국 터널을 뚫어 다른 개구부를 만들어 입이 된다. 선구동물은 그들의 배에서 움푹 들어간 부분이 먼저 입을 형성하고(proto-는 "첫 번째"를 의미) 항문은 나중에 창자의 다른 끝에서 만들어진 개구부에서 형성된다고 생각되었기 때문에 그렇게 명명되었다. 2001년 연구에 따르면 선구동물의 움푹 들어간 부분의 가장자리가 중간에서 닫히고, 양 끝에 개구부가 남아 입과 항문이 된다.

## 건강
항문의 위생 관리는 중요하다. 물로 잘 씻으면 항문을 깨끗하게 유지할 수 있다. 거친 비누를 사용하거나 화장실 휴지로 항문을 세게 닦으면 항문 주위의 피부를 자극할 수 있으며, 가렵거나 따갑게 만들 수 있다. 요충은 항문 소양증의 원인이 되기도 한다.

## 같이 보기
- 치질
- 똥침
- 관장
- 대장내시경
- 항문 성교
- 피스팅
  - 애널 비즈
- 항문관
- 곧창자